# Kepolydesmus anderisus
Kepolydesmus anderisus är en mångfotingart som först beskrevs av Chamberlin 1910.  Kepolydesmus anderisus ingår i släktet Kepolydesmus och familjen Nearctodesmidae. Inga underarter finns listade i Catalogue of Life.